# Corruzione a Jamestown
Corruzione a Jamestown (Never Take Sweets from a Stranger) è un film del 1960 diretto da Cyril Frankel.